# Andreas Canuti Brodinus
Andreas Canuti Brodinus, levde omkring 1635–1674. Lektor i Västerås och kyrkoherde i Irsta församling i Västerås stift. Han finns representerad i de svenska psalmböckerna med översättningen av en psalm, som i 1819 års psalmbok tillskrivits Stefan Muraeus Larsson. I första upplagan av 1937 års psalmbok anges översättningen vara utförd 1674 av Muraeus.

## Psalmer
- Jesus är mitt liv och hälsa (1695 nr 141, 1937 nr 121) översatt 1671.